# Archeogenetica
De archeogenetica is een deelwetenschap van archeologie.

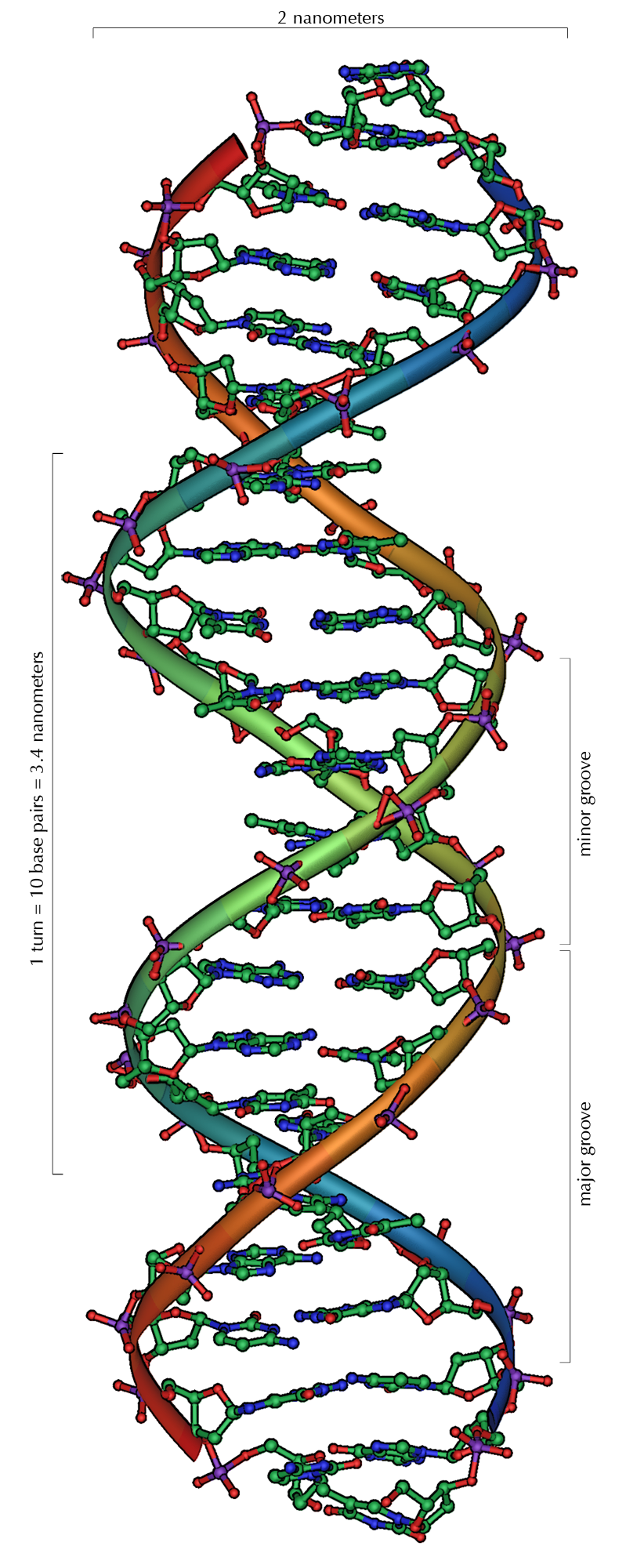
Gedeelte van de dubbele helicoïdale structuur van DNA.

Het DNA in lichamen blijft lang bewaard en het kan uit met name de beschermde omgeving van het wortelkanaal van tanden worden geëxtraheerd. Ook holle beenderen kunnen bruikbaar DNA bevatten. De archeogenetica kan gegevens leveren over de herkomst van een mens, een plant of een dier. Ook zaken als familieverbanden, resistentie tegen ziekten als de pest en besmetting met ziekten kan soms nog eeuwen na de dood van een individu worden aangetoond.
De archeogenetica heeft ongeschonden graven en kerkhoven een belangrijkere bron van informatie dan voorheen gemaakt. De werkwijze van de archeologen is ook veranderd. Bij opgravingen wordt nu beschermende kleding gedragen om besmetting met modern DNA te voorkomen.